# Löbnitz (Saxe)
Pour les articles homonymes, voir Löbnitz.
Löbnitz est une commune de Saxe (Allemagne), située dans l'arrondissement de Saxe-du-Nord, dans le district de Leipzig. Elle est formée du village de Löbnitz et des anciennes communes de Roitzschjora (incorporée en 1973), Sausedlitz (1993) et Reibitz (1994).